# Ломира (Висконсин)
Ломира (енгл. Lomira) град је у америчкој савезној држави Висконсин.

## Демографија
По попису из 2010. године број становника је 2.430, што је 197 (8,8%) становника више него 2000. године.
| Група             | 2000.         | 2010.         |
| Белци             | 2.155 (96,5%) | 2.262 (93,1%) |
| Афроамериканци    | 8 (0,4%)      | 17 (0,7%)     |
| Азијати           | 3 (0,1%)      | 7 (0,3%)      |
| Хиспаноамериканци | 57 (2,6%)     | 111 (4,6%)    |
| Укупно            | 2.233         | 2.430         |